# 仮面ライダー平成ジェネレーションズ Dr.パックマン対エグゼイド&ゴーストwithレジェンドライダー
- 仮面ライダーシリーズ
  - 仮面ライダーエグゼイド > 仮面ライダー平成ジェネレーションズ Dr.パックマン対エグゼイド&ゴーストwithレジェンドライダー
  - 仮面ライダーゴースト > 仮面ライダー平成ジェネレーションズ Dr.パックマン対エグゼイド&ゴーストwithレジェンドライダー
  - 仮面ライダードライブ > 仮面ライダー平成ジェネレーションズ Dr.パックマン対エグゼイド&ゴーストwithレジェンドライダー
  - 仮面ライダー鎧武/ガイム > 仮面ライダー平成ジェネレーションズ Dr.パックマン対エグゼイド&ゴーストwithレジェンドライダー
  - 仮面ライダーウィザード > 仮面ライダー平成ジェネレーションズ Dr.パックマン対エグゼイド&ゴーストwithレジェンドライダー

『仮面ライダー平成ジェネレーションズ Dr.パックマン対エグゼイド&ゴーストwithレジェンドライダー』（かめんライダーへいせいジェネレーションズ ドクターパックマンたいエグゼイドアンドゴーストウィズレジェンドライダー）は、2016年12月10日より東映系で公開された、特撮シリーズ「平成仮面ライダーシリーズ」の『仮面ライダーエグゼイド』と『仮面ライダーゴースト』の劇場版作品。略称は『平ジェネ』。

## 概要
仮面ライダー生誕45周年記念作品。これまで7年続いてきたクロスオーバー作品「MOVIE大戦シリーズ」から一新された「仮面ライダー平成ジェネレーションズ」の第1弾である。『エグゼイド』としては初、『ゴースト』としては4本目の劇場作品である。『エグゼイド』テレビシリーズとも連動しており、第15話以降、財前の行動の裏に隠された陰謀などが明かされている。
本作品ではクラシックアーケードゲームのキャラクターであるパックマンが、敵キャラクターとして登場する。
本作品での主役の仮面ライダーであるエグゼイドやゴースト以外にも、過去の仮面ライダーである仮面ライダーウィザード、仮面ライダー鎧武、仮面ライダードライブの3人が、レジェンドライダーとして登場する（ただし、鎧武は変身後の姿のみ登場）。また、仮面ライダーエグゼイド ダブルアクションゲーマー レベルXXが本編に先駆けて登場する。
監督は『ゴースト』と『エグゼイド』両テレビシリーズの監督も担当した坂本浩一、脚本は『エグゼイド』メインライターの高橋悠也が務めた。

## あらすじ
幻夢コーポレーションにDr.パックマンを名乗る覆面を被った人物が率いる4人の白衣の一団が襲撃し、檀黎斗 / 仮面ライダーゲンムから、ガシャコンバグヴァイザーと4つのプロトガシャットを強奪する。
そしてその集団は警官隊を全滅させ逃走した。
眼魔との死闘を乗り越えて完全に生き返ることが出来た天空寺タケル / 仮面ライダーゴーストは平和な日々を過ごしていたが、突然街に正体不明のゲームウイルスパックマンウイルスが出現し、人々を襲う。タケルは月村アカリや御成と共に不可思議現象の発生を受け、出動する。
そんな中、同じく仮野明日那 / ポッピーピポパポと共にパックマンウイルスの事件を探っていた宝生永夢 / 仮面ライダーエグゼイドとタケルは再会を果たすが、パックマンウイルスに感染した影響でタケルはゴーストドライバーを失う。また、高校生にして大人気ゲーム『ハテサテパズル』を開発した清宮東吾も、パックマンウイルスに感染する。
かつてタケルと共闘した泊進ノ介 / 仮面ライダードライブの協力により、白衣の一団は6年前に失踪した、ネクストゲノム研究所の来瀬荘司、武田上葉、竜崎一成の3人で、Dr.パックマンの正体はかつてネクストゲノム研究所の所長だった財前美智彦であることが判明する。パックマンウイルスの保菌者を探していた財前は、バグヴァイザーを使ってパックマンウイルスを散布し、その保菌者が東吾であることを突き止める。
永夢とタケルのピンチに眼魔世界から帰ってきた深海マコト / 仮面ライダースペクターとアラン / 仮面ライダーネクロムが加勢し、鏡飛彩 / 仮面ライダーブレイブや花家大我 / 仮面ライダースナイプ、九条貴利矢 / 仮面ライダーレーザーと共に財前たちに挑むが、まったく歯が立たないうえに東吾の身体から飛び出したウイルスがハテナバグスターへ変化し、東吾自身も財前のガシャコンバグヴァイザーに吸収されてしまう。ハテナバグスターの攻撃でアカリとタケルはパックマンウイルスに感染し、24時間以内にハテナバグスターを倒さなければ肉体が消滅してしまうことを告げられる。深手を負った永夢とタケルは苦悩するが、決意を新たに再起する。同じころ、操真晴人 / 仮面ライダーウィザード、仮面ライダー鎧武、といった2人のレジェンドライダーが立ち上がっていた。
財前は、作成されたプログラムとハテナバグスターの力で遺伝子を改造。新たな生命体ゲノムスに進化を果たす。
永夢とタケルはレジェンドライダー3人と共に財前たちに立ち向かう。ハテナバグスターの攻撃にムゲン魂でも勝てず、敗れかけたタケルだったが、ノブナガゴーストから託されたテンカトウイツゴースト眼魂を使い、テンカトウイツ魂に変身する。
そして、タケルは戦いの最中に見た財前の記憶から、隠されていた永夢の過去が明らかとなり、財前は永夢のゲーマドライバーにマイティアクションXガシャットとプロトマイティアクションXガシャットを差し込み、自身のエネルギーを加えることでゲームの世界へ追放しようとするが、永夢の体に異変が起き始める。

## 登場人物
財前 美智彦（） / Dr.パックマン / ゲノムス
Dr.パックマンの正体であるゲノムプロジェクトの元リーダーで、遺伝子医療の権威。60歳。凍結したゲノムプロジェクトを再開させるべく、パックマンを彷彿とさせるマスクを被りDr.パックマンとして行動する。ゲノムスに変身する。
6年前、檀黎斗の依頼で高校生であった永夢を実験台としてオペした際に彼に感染していたバグスターウイルス（パラド）が自らを含めた研究員たちに感染し、電脳世界へと飛ばされ、表向きには行方不明の事故として死亡したものとなっていた。だが、電脳世界の中でパックマンを利用して検知プログラムが仕込まれた新種のバグスターウイルスパックマンウイルスを開発して、他の研究員たちと共に現実世界へと帰還し、暗躍を開始する。
テレビシリーズ第15話などで永夢に関わる重要な秘密が明かされる際に、その名前と本作品の映像が使用されている他、さらに後日譚の『アナザー・エンディング』では、妻に引き取られた娘の八乙女紗衣子が登場する。

来瀬 荘司（） / ロボルバグスター
Dr.パックマンの仲間である男。遺伝子配列図面ゲノムグラフの担当で、財前と共に、ネクストゲノム研究所でゲノムプロジェクトを進行させていたが、6年前に行方不明となった。
スリングブレイドなどのプロレス技を駆使した格闘を行う。

武田 上葉（） / ギリルバグスター
Dr.パックマンの仲間である女。財前と共に、ネクストゲノム研究所でゲノムプロジェクトを進行させていたが、6年前に行方不明となった。
太極剣や発達した脚部からの蹴りを用いた太極拳を得意とする。敵の仮面ライダーたちを挑発する言動があるなど男勝り。

竜崎 一成（） / ドラルバグスター
Dr.パックマンの仲間である男。財前と共に、ネクストゲノム研究所でゲノムプロジェクトを進行させていたが、6年前に行方不明となった。
自らの体格を利用した蹴り技などの格闘技による攻撃をする。沈着冷静な性格で丁寧な言葉遣いだが気位が高い。
- 常に後ろで手を組んでいるが、これは竜崎を演じる鈴之助が人を見下す血の通っていないように見せるために行ったもの。

清宮 東吾（）
18歳の高校3年生で、大人気ゲーム『ハテサテパズル』の開発者。新種のバグスターウイルスに感染したため、Dr.パックマンたちに狙われ、彼の身体からハテナバグスターが分離・誕生する。
永夢に助けを求め、財前の手でゲノムスに進化されかけるが、ダブルアクションゲーマーに変身したエグゼイドがゲノムスを倒したことで助け出された。

## 本作品オリジナルの仮面ライダー

### 仮面ライダーエグゼイド ゴーストゲーマー
宝生永夢がゲーマドライバーにカイガンゴーストガシャットを装填し、変身するエグゼイドの特殊形態。
仮面ライダーゴーストの基本形態、オレ魂をイメージした姿となり、いずれの形態は、ゴースト同様幽霊のように浮遊できる。
レベル
ゴーストゲーマー レベル1
ゲーマドライバーにカイガンゴーストガシャットを装填して変身する第1形態。
変身音声は「ガシャット！レッツライド！メッチャライド！ムッチャライド！ワッチャライド!? アイム ア レジェンドライダー！」。
頭部はフードを被ったオレ魂になっており、ボディはゴーストの素体形態であるトランジェントを2頭身にした外見になっている。
- 配色はゴーストを踏襲しているため、レベル1で唯一ボディが黒い。映画に登場するライダーのため、この形態のみレベル1が作られることとなった。
- CGで再現されている。

ゴーストゲーマー レベル2
レベル1の状態から「大変身！」の掛け声と共にドライバーのレバーを引いて変身する第2形態。
変身音声は「命燃やす！覚悟決める！オレがゴースト！」。
アクションギアスーツのピンク部分がオレンジ色、頭部のEXヘッド-ACE2はゴーグルのラインを除き、ゴーストのペルソナパンテオンに酷似した物となり、胸部のライダーゲージは代わりに、ブレストクレストが描かれている。
武器はガシャコンブレイカーブレードモードで、ゴースト同様空中を浮遊する能力を備える。
- デザインはマスクと胸アーマー以外はエグゼイド レベル2と同型だが、レジェンドライダー形態で唯一ボディラインの色が異なっている。

必殺技
カイガンクリティカルストライク（レベル2 / カイガンゴーストガシャット）
ガシャットホルダーの最上部のキメワザスロットにカイガンゴーストガシャットを装填することで発動する。右足にエネルギーを収束してキックを放つ。

その他の登場作品
『仮面ライダーエグゼイド[裏技]仮面ライダーゲンム』
本作品の後日譚にて、コラボスバグスター（プロトゲキトツロボッツ）に対抗するため、レベル2へと直接変身する。

### 仮面ライダーゴースト エグゼイド魂
天空寺タケルがゴーストドライバーにエグゼイドゴースト眼魂を装填し、エグゼイドゴーストを纏って変身する特殊形態。
変身音声は「平成ライダー！新たな個性！これが平成！」。
仮面ライダーエグゼイド アクションゲーマー レベル2をイメージした姿となる。マスクはエグゼイドの顔に変化し、パーカーの頭上にはエグゼイドの髪の毛に似たパーツが追加される。
エグゼイド同様、アクロバティックな動きの格闘戦を得意とする。武器はガシャコンブレイカーも使用できるが、劇中ではガンガンセイバーブレードモードを使用していた。
必殺技
オメガドライブエグゼイド
背後に浮かび上がった紋章のエネルギーを右脚に纏い、マイティクリティカルストライクを放つ。

### 仮面ライダーゴースト テンカトウイツ魂
天空寺タケルがゴーストドライバーにテンカトウイツゴースト眼魂を装填して変身する派生形態。
変身音声は「信長！秀吉！家康！果たすのはいつ！テンカトウイツ！」。
織田信長、豊臣秀吉、徳川家康の三英傑の力を借りることで、ゴースト、スペクター、ネクロムの3大ライダーの武器を使いこなすことができる。
パーカーは金色。ヴァリアスバイザーには面頬の模様が浮かぶ。フードと肩の形状は『甲子夜話』に収録された3人の性格を喩えた句に登場するホトトギスとなっている。
| 部位   | 英雄 | 句               | ホトトギスの表情    |
| ------ | ---- | ---------------- | ------------------- |
| フード | 信長 | 殺してしまえ     | 両目がXになっている |
| 右肩   | 秀吉 | 鳴かせてみせよう | 口を開いている      |
| 左肩   | 家康 | 鳴くまで待とう   | 口を閉じている      |

必殺技
オメガドライブ
連続で使用することで武器を変えながら複数の技を発動する。最初の使用はガンガンセイバーナギナタモードを両方の刀身にエネルギーを纏わせ、連続斬りを放つ。
次の使用はガンガンハンド銃モードとガンガンキャッチャー銃モードからエネルギー弾を発射する。
ハテナバグスターを倒す際には、サングラスラッシャーとディープスラッシャーの二刀流で切り裂いた。

## 本作品のオリジナル怪人
本作品の怪人が使用するガシャコンバグヴァイザーとプロトガシャットは、財前らが幻夢コーポレーションを襲撃した際に黎斗から強奪したものである。
Dr.パックマン
財前がパックマンを模したマスクをかぶった姿。ガシャコンバグヴァイザーでパックマンウイルスを散布する。
『仮面ライダーエグゼイド[裏技]仮面ライダーゲンム』
映画本編の後日譚で、ゲンムが作り出したガンバライジングガシャットに召喚されたW、オーズ、フォーゼの3人を払いのけ、永夢の前にその姿を現す。レジェンドゲームガシャットを永夢たちに渡し、永夢を助ける。
その正体はパラドであり、黎斗と共謀して、レジェンドライダーガシャットとレジェンドゲームガシャットのデータを収集していた。

ゲノムス
ハテナバグスターの力で来瀬の作った遺伝子モデルを基に自らの遺伝子を改造して進化した財前が変身する究極生命体。財前たちは全人類をこれに強制進化する究極の医療を目論んでおり、財前曰く病気になることも死ぬこともないデータ生命体である模様。ガシャコンバグヴァイザーから人間の遺伝子を改造させる螺旋状の光線を放つ。これにより清宮東吾を財前の次にゲノムスにしようとした。自身の光線技とビームガンモードの射撃などでエグゼイドと戦う。最後はダブルアクションゲーマーに変身・分離した二人のエグゼイドのライダーキックを喰らい、消滅した。
- デザインモチーフはゲーミングPCの周辺機器。父親世代が感情移入しやすいモノを目指し、人相が悪い仮面ライダーという按配を目指してデザインしている。

『仮面ライダーエグゼイド トリロジー アナザー・エンディング 仮面ライダーパラドクスwithポッピー』
財前の娘である八乙女紗衣子が父の残したデータから複製体を再現。オリジナルのゲノムスと同等の戦闘力を備えている。
こちらでは仮面ライダーポッピーと戦い、紗衣子が渡したバグヴァイザー・チェーンソーモードを使用して接近戦を披露した。最期はポッピーが放った「クリティカルクルセイド」を喰らい、倒された。

ロボルバグスター
来瀬荘司がプロトゲキトツロボッツガシャットで変身するバグスター。頭部以外は、テレビ本編に登場したコラボスバグスター（ゲキトツロボッツ）に酷似している。格闘戦が得意。右腕の強化アームが武器で、遠方の敵に向けて発射して攻撃する。人間体のままでもその巨体を生かした凄まじいパワーを誇る。最期はドライブと交戦した末、タイプトライドロンのトライドロップを受け倒された。
- デザイン画はなく、現場対応で色替えされたもの。

ギリルバグスター
武田上葉がプロトギリギリチャンバラガシャットで変身するバグスター。頭部以外は、テレビ本編に登場したコラボスバグスター（ギリギリチャンバラ）に酷似している。剣術が得意で、敵の武器や装甲を高速抜刀で切断する。部下のバグスターウイルスは黒衣。
生身の人間体でも華麗な剣術と足技を駆使した拳法を駆使し十分な強さを誇る。他の怪人はプロトガシャットを首に埋め込みバグスターに変身するが彼女は太ももに挿入して変身した。ブレイブとノブナガのオメガスパークでも倒されないほどの強さを誇ったが、途中参戦し対峙した鎧武にはカチドキアームズ、極アームズに強化変身されると分が悪く、最期は火縄大橙無双斬を受け爆散した。
- デザイン画はなく、現場対応で色替えされたもの。

ドラルバグスター
竜崎一成がプロトドラゴナイトハンターZガシャットで変身するバグスター。高熱火炎弾やドラゴンの翼が生えた右腕の強固な2本のクローを使った攻撃が特徴。部下のバグスターウイルスは剣士。最期は交戦したウィザード インフィニティ―スタイルのドラゴンシャイニングで両断され爆散した。
- 元々は通常回のコラボスバグスターとしてデザインしたもの。デザイン画では「1体の龍の頭がコラボスの頭部を挟み込む」というものだったが、造形ではコラボスの頭部が大きかったことから挟み込めず、肩の飾りのようになってしまった。

ハテナバグスター
清宮東吾から誕生したパズルゲームの力を持つバグスター。外観のモチーフとなったゲームはハテサテパズル。パズルロッドと呼ばれる武器で、ゲームエリア内にパズルブロック型の爆弾パズル弾を投下させて新種のバグスターウイルスに感染させたり、別のゲームエリアへと転送させる。
パズル弾はパズルゲームのように一列揃えると相手の頭上で爆発するようになっており、その攻撃の影響を受けた者を新種のバグスターウイルスに感染させ、24時間以内にハテナバグスターを倒さなければ感染者は消滅するようになっている。また、生命体の遺伝子をパズルのように組み換えて生命体を進化させる能力を持ち、財前をゲノムスへと進化させた。最後はテンカトウイツ魂となったゴーストと交戦し、撃破される。
スピンオフ作品『仮面戦隊ゴライダー』
檀黎斗が開発したクリア不可能なゲームの影響で出現した。
『仮面ライダーエグゼイド[裏技]仮面ライダーパラドクス』
檀黎斗が開発したゲームナゾトキラビリンスのバグスターとして登場。映画に登場した個体と異なり、杖からエネルギー弾を出し、体の至るところに数字がペイントされ、特定の数字が書かれた部位を同時に攻撃しなければ撃破出来ないようになっている。
最期はダブルファイターゲーマーレベル39となったエグゼイドとパラドクスのノックアウトクリティカルナックルで倒された。

巨大パックマン
ゲノムスがパックマンウイルスを集合させて製作した巨大なパックマン。自在に空中を飛び回り、敵の体を巨大な口で噛み砕く。
パックマンワールドにゴーストとエグゼイドを追い込み、戦うが、ゴーストエグゼイド魂のオメガドライブエグゼイドとエグゼイドゴーストゲーマーレベル2のカイガンクリティカルストライクで浄化された。

## アイテム
カイガンゴーストガシャット
ゴーストの力を宿したライダーガシャット。黎斗がタケルからサンプルとして借りたオレゴースト眼魂を分析して作り上げた。パックマンウイルスを無力化する抗体プログラムを内蔵している。
『仮面ライダーエグゼイド[裏技]仮面ライダーゲンム』
本作品から引き続き永夢が使用していたが、ゲンムに強奪され、他の3つのガシャットのデータと共にガンバライジングガシャットの生成に利用される。

エグゼイドゴースト眼魂
『ゴースト』のテレビシリーズ第50話（特別編）において、チョコブロックから出てきたエナジーアイテムのメダルが変化したゴースト眼魂。
エグゼイドからタケルに渡され、本作品においてエグゼイド魂への変身に使用された。

テンカトウイツゴースト眼魂
仮面ライダーゴースト テンカトウイツ魂に変身する際に使用する眼魂。ノブナガゴースト眼魂にヒデヨシゴーストとイエヤスゴーストが融合して誕生した。

## キャスト
- 宝生永夢 / 仮面ライダーエグゼイド - 飯島寛騎
- 天空寺タケル / 仮面ライダーゴースト - 西銘駿
- 鏡飛彩 / 仮面ライダーブレイブ - 瀬戸利樹
- 深海マコト / 仮面ライダースペクター - 山本涼介
- 花家大我 / 仮面ライダースナイプ - 松本享恭
- アラン / 仮面ライダーネクロム - 磯村勇斗
- 仮野明日那 / ポッピーピポパポ - 松田るか
- 月村アカリ - 大沢ひかる
- 檀黎斗 - 岩永徹也
- 御成 - 柳喬之
- 九条貴利矢 / 仮面ライダーレーザー - 小野塚勇人
- パラド - 甲斐翔真
- シブヤ - 溝口琢矢
- ナリタ - 勧修寺玲旺
- 深海カノン - 工藤美桜
- 操真晴人 / 仮面ライダーウィザード - 白石隼也『仮面ライダーウィザード』
- 泊進ノ介 / 仮面ライダードライブ - 竹内涼真『仮面ライダードライブ』
- 来瀬荘司 / ロボルバグスター - 棚橋弘至
- 竜崎一成 / ドラルバグスター - 鈴之助[23]
- 武田上葉 / ギリルバグスター - 山本千尋[24][25]
- 清宮東吾 - 高野洸[26]
- アナウンサー - 菊地美香[27]
- ミサ[28][注釈 3] - 早乙女ゆう
- 教師[28][注釈 3] - 遠藤かおる
- 救命士[28][注釈 3] - 鈴木晃平
- 北見勇樹[28][注釈 3] - 高梨理央
- 鏡灰馬 - 博多華丸
- 日向恭太郎 - 野村宏伸
- 財前美智彦 / Dr.パックマン / ゲノムス - 佐野史郎

### 声の出演
- ベルトさん - クリス・ペプラー[29]『仮面ライダードライブ』
- ノブナガゴースト - 関智一
- ハテナバグスター - 中博史
- 仮面ライダー鎧武 - 佐野岳（アーカイブ出演[30][31]）[注釈 1]『仮面ライダー鎧武/ガイム』

### スーツアクター
『ゴースト』と『エグゼイド』双方でレギュラーを務める高岩・渡辺・永徳は、自身が演じる役同士の共演があるため『エグゼイド』側のキャラクターを優先的に演じ、『ゴースト』側のキャラクターは別の俳優が演じている。
- 仮面ライダーエグゼイド[32]、仮面ライダーゴースト[注釈 4] - 高岩成二
- 仮面ライダーブレイブ[32]、仮面ライダーネクロム[32][注釈 5] - 渡辺淳
- 藤田慧
- 仮面ライダースナイプ[32]、仮面ライダースペクター[32][注釈 5]、仮面ライダーゴースト テンカトウイツ魂[18] - 永徳
- 内川仁朗
- 仮面ライダードライブ[33] - 岡田和也
- 草野伸介
- 岡元次郎
- 富永研司
- ゲノムス[33] - 縄田雄哉
- 鍜治洸太朗
- 渡辺実
- 渡邉昌宏
- おぐらとしひろ
- 佐藤義夫
- 石井靖見
- 高田将司
- 蔦宗正人
- 藤井祐伍
- 神前元
- 榮男樹
- 浦家賢士
- 田中慶
- 御前伸幸
- 松岡千尋
- 杉浦勇一
- 三上真司
- 塚越靖誠
- 野邉大地
- 近藤雄太
- 山田武生
- 石上龍成
- 中下伊織
- 坂本和基
- 石田颯己
- 竹中凌大
- 坂梨由芽
- 白井雅士
- 菊地貴裕
- 平松和磨
- 茶圓智希
- 福村翔太
- 森川奈津美
- 野口美幸
- 関谷健利
- 齊藤謙也
- 菊地雄人
- 小森拓真
- 松本直也
- 矢部敬三

## スタッフ
- 原作 - 石ノ森章太郎
- 脚本 - 高橋悠也
- 音楽 - ats-,清水武仁&渡辺徹（tearbridge production）、坂部剛
- 製作 - 手塚治（東映）、亀山慶二（テレビ朝日）、間宮登良松（東映ビデオ）、野田孝寛（アサツー ディ・ケイ）、木下直哉（木下グループ）、垰義孝（バンダイ）
- 企画 - 白倉伸一郎（東映）、佐々木基（テレビ朝日）、加藤和夫（東映ビデオ）、麻生一宏（アサツー ディ・ケイ）、小助川典子（木下グループ）、桃井信彦（バンダイ）
- 撮影 - 百瀬修司
- 照明 - 斗沢秀
- 美術 - 大嶋修一
- 録音 - 遠藤和生
- 編集 - 金田昌吉
- スクリプター - 津嶋由起江
- スケジュール - 上堀内佳寿也
- 助監督 - 大峯靖弘
- 制作担当 - 板垣隆弘
- ラインプロデューサー - 下前明弘
- 録音助手 - 三澤武徳、赤石栄依
- 照明応援 - 貫井亜廉、二枝史子、蟻正恭子
- 操演 - 髙木友善（ライズ）
- カースタント&コーディネート - 西村信宏
- カースタント - 河村章夫（タケシレーシングチーム）
- ワイヤーコーディネイター - アルファスタント
- キャラクターデザイン - 田嶋秀樹・伊津野妙子（石森プロ）、小林大祐（PLEX）
- クリーチャーデザイン - 寺田克也、Niθ
- 医療監修 - 林昇甫
- プロデューサー補 - 谷中寿成・小髙史織・安東健太（東映）
- 助監督 - 荒川史絵、清水賢一、大沼宏行
- 制作デスク - 宮地みどり、松川絢之郎
- 進行主任 - 伊藤渉、本間隆廣、式守修
- 進行助手 - 渡部果歩、黒澤智仁
- 記録見習 - 國米美帆
- 整音 - 曽我薫
- 絵コンテ - 坂本浩一
- パックマン協力 - 株式会社バンダイナムコエンターテインメント
- 広報AP - 川勝宥典（東映）
- 製作プロダクション - 東映テレビ・プロダクション
- スーパーハイザー - 小野寺章
- エグゼクティブプロデューサー - 佐々木基（テレビ朝日）
- プロデューサー - 大森敬仁・高橋一浩（東映）、井上千尋（テレビ朝日）、菅野あゆみ、古谷大輔（アサツー ディ・ケイ）
- 特撮監督 - 佛田洋（特撮研究所）
- アクション監督 - 宮崎剛（ジャパンアクションエンタープライズ）
- 「エグゼイド&ゴースト」製作委員会（東映、テレビ朝日、東映ビデオ、アサツー ディ・ケイ、木下グループ、バンダイ）
- 監督 - 坂本浩一
- 配給 - 東映[注釈 1]

## 音楽
主題歌「hikari」
作詞・作曲 - Ryota Fukuoka / RAP詞 - TEEDA / 編曲 - B.EYES / 歌 - lol -エルオーエル-

劇中歌「B.A.T.T.L.E G.A.M.E」
作詞・作曲 - Ricky / 編曲 - 佐藤希久生 / 歌 - RIDER CHIPS&仮面ライダーGIRLS
挿入歌
「EXCITE」
作詞 - Kanata Okajima、Daichi Miura / 作曲 - Carpainter、Kanata Okajima / 編曲 - UTA、Carpainter / 歌 - 三浦大知
「SURPRISE-DRIVE」
作詞 - 藤林聖子 / 作曲・編曲 - tatsuo / 歌 - Mitsuru Matsuoka EARNEST DRIVE
「JUST LIVE MORE」
作詞 - 藤林聖子 / 作曲・編曲 - 鳴瀬シュウヘイ / 歌 - 鎧武乃風
「Life is SHOW TIME」
作詞 - 藤林聖子 / 作曲・編曲 - tatsuo / 歌 - 鬼龍院翔 from ゴールデンボンバー

## 制作
監督の坂本浩一は、『仮面ライダーゴースト』テレビシリーズの撮影中にプロデューサーの高橋一浩からオファーを受けて本作品へ参加し、その前に『エグゼイド』のテレビシリーズも撮っておいた方が良いと判断し、第3話・第4話の監督も務めた。脚本の高橋悠也は、例年では現行作品のメインライターが年末の映画を書くことは少なかったが、プロデューサーの大森敬仁からオファーを受け、執筆スケジュールが圧迫されることを覚悟のうえで本作品の執筆を引き受けた。
2016年が仮面ライダー生誕45周年であることや「MOVIE大戦シリーズ」が8年目となり例年との差別化を図ることなどから、坂本がメイン監督を務めシリーズ40周年作品でもあった『仮面ライダーフォーゼ』の後5作品の仮面ライダーを登場させることとなった。また、『エグゼイド』がゲームをモチーフとしていることから、大森がメジャーなゲームキャラクターとのコラボを提案し、『パックマン』の登場が実現した。パックマンは敵が「ゴースト」であったため、仮面ライダーゴーストとも絡めた設定となったが、パックマン自体は悪役ではないことからボスキャラクターとすることはできず、中盤での山場として構成された。
メインストーリーは『ゴースト』と『エグゼイド』に共通する要素である「生命」をテーマとし、両仮面ライダーとも人の命を助けることを戦う理由として描かれている。『エグゼイド』テレビシリーズとの連動は早い段階で決定したため、テレビシリーズもこれに合わせて第1クールは展開の早いストーリーとなった。
坂本はアクションを得意とするため、敵味方ともに生身でのアクションが多くなっている。特に武田上葉役の山本千尋は、坂本が所属するアルファスタントのジムに通っていた縁から起用され、特技の中国武術を活かした立ち回りを披露している。変身後の戦闘では、坂本の意向により各仮面ライダーのフォームチェンジを可能な限り登場させている。
生身のアクションとCGの双方に見せ場を用意するという構成は、坂本が過去に手掛けた『仮面ライダーW FOREVER AtoZ/運命のガイアメモリ』や『仮面ライダー×仮面ライダー フォーゼ&オーズ MOVIE大戦MEGA MAX』を踏襲している。また、クライマックスで5人の仮面ライダーが集結する流れは、坂本が愛好する『仮面ライダーストロンガー』終盤での歴代仮面ライダーが登場する展開を意識している。
葛葉紘汰 / 仮面ライダー鎧武役の佐野岳はスケジュールの都合で出演が叶わなかったが、監督の坂本浩一によると、本人の声を使用する承諾を得てアシスタントプロデューサーが『鎧武』を全話観直し、状況に合った台詞をメモした後、音響チームが音声を抜き出し使用してライブラリ音声を映像に挿入する作業が試行錯誤を繰り返し行われた。そのため、本作品の鎧武の声は佐野本人でありアーカイブ出演となっている。

## プロモーション
2016年10月21日には、上記の仮面ライダー5人が勢揃いした場面写真や、『エグゼイド』のテレビシリーズへ直結する秘密が明かされることが解禁された。同年10月25日には、仮面ライダーの大ファンとしても知られるプロレスラーの棚橋弘至が来瀬荘司 / ロボルバグスター役で出演することが発表され、同年11月5日に、高校時代に初代仮面ライダーを観ていたという俳優の佐野史郎が財前美智彦 / Dr.パックマン / ゲノムス役で出演することが発表された。
同年11月24日には、完成披露上映会が新宿バルト9にて開催された。キャスト陣と監督の坂本浩一が登壇し、操真晴人 / 仮面ライダーウィザード役の白石隼也からのビデオメッセージが流された後、サプライズゲストとして泊進ノ介 / 仮面ライダードライブ役の竹内涼真が登壇したほか、白石と竹内も本作品に出演していることが発表された。
同年12月10日には、初日舞台挨拶が丸の内TOEIにて開催され、キャスト陣と坂本が登壇した。同年12月20日には、大ヒット御礼舞台挨拶が丸の内TOEIにて開催され、キャスト陣が登壇した。
同年12月26日には、仮面ライダー初の応援上映イベント「凄音&変身 超レベルアップ上映会」が丸の内TOEIにて開催され、併映された『仮面ライダー1号』に主演した藤岡弘、と西銘駿が舞台挨拶を行った。

## 映像ソフト化
2017年5月10日発売。Blu-ray / DVDでリリース。
- 仮面ライダー平成ジェネレーションズ Dr.パックマン対エグゼイド&ゴーストwithレジェンドライダー ［ブルーレイ+DVD］ 通常版（2枚組）
  - ディスク1：本編Blu-ray
  - ディスク2：本編DVD
    - 映像特典
      - TRAILER
- 仮面ライダー平成ジェネレーションズ Dr.パックマン対エグゼイド&ゴーストwithレジェンドライダー DVD通常版（1枚組）
  - 映像特典
    - TRAILER
- 仮面ライダー平成ジェネレーションズ Dr.パックマン対エグゼイド&ゴーストwithレジェンドライダー コレクターズパック（2枚組）
  - ディスク1：本編ディスク（通常版と共通）
  - ディスク2：特典ディスク（Blu-ray版はBlu-ray、DVD版はDVDで収録）
    - メイキング
    - 完成披露上映会舞台挨拶
    - 公開初日舞台挨拶
    - 大ヒット御礼舞台挨拶
    - TV SPOT
    - DATA FILE
    - POSTER GALLERY

  - 初回限定特典
    - 特製スリーブケース

## 評価
興行通信社による2016年12月10日・11日の全国映画動員ランキングトップ10では第3位、ぴあによる2016年12月9日・10日のぴあ映画初日満足度ランキングでは第1位をそれぞれ記録した。

## 仮面ライダーエグゼイド［裏技］仮面ライダーゲンム
檀黎斗 / 仮面ライダーゲンムを主人公とした全3話のスピンオフムービー。『仮面ライダーゴースト 伝説!ライダーの魂!』に続くバンダイ主導の企画である。1エピソードは約10分で、映画本編とテレビシリーズ第11話の間を舞台とする。
歴代平成ライダーや実在するテレビゲーム（「ファミスタシリーズ」など）由来のガシャットや形態が登場。PART.II・IIIでは仮面ライダー響鬼も登場する。
2017年1月より東映特撮YouTube OfficialでPART.IとPART.IIが順次配信されたが、完結編となるPART.IIIは2017年4月15日発売の「DX太鼓の達人ガシャット&仮面ライダーゲンムDVDセット」の3話収録DVDのみの公開となる。
監督の鈴村展弘は、配信作品は繰り返し視聴されると想定し、何度観ても飽きないアクションとすることを心がけた。

### 配信日・サブタイトル
| 話数     | サブタイトル                   | 配信日                  |
| -------- | ------------------------------ | ----------------------- |
| PART.I   | レジェンドライダー・ステージ   | 2017年01月13日          |
| PART.II  | レジェンドゲーマー・ステージ   | 2月24日                 |
| PART.III | ファイナルレジェンド・ステージ | 4月15日発売の玩具に収録 |

### あらすじ（ネットムービー）
PART.I レジェンドライダー・ステージ
Dr.パックマンとの戦いから数日後、幻夢コーポレーションの社長檀黎斗 / 仮面ライダーゲンムはレジェンドライダーたちの戦闘のデータを収集と解析し、レジェンドライダーガシャットを完成させる。
そして、宝生永夢 / 仮面ライダーエグゼイドが所持していたカイガンゴーストガシャットを回収しようとするが、そこにコラボスバグスターが現れる。コラボスバグスターと戦おうとする永夢に黎斗はレジェンドライダーガシャットを渡し、コラボスバグスターを倒すが、黎斗は密かにゲンムへと変身し、レジェンドライダーガシャットを強奪し、新たなガシャットガンバライジングガシャットを完成させる。
ガンバライジングガシャットでレジェンドライダーたちを実体化させたゲンムは永夢を追い込むが、そこに倒されたはずのDr.パックマンが現れる。

PART.II レジェンドゲーマー・ステージ
再び現れたDr.パックマンは永夢たちを助け、3人のライダーたちにレジェンドゲームガシャットを渡す。
そして、ゲンムによって実体化したレジェンドライダーたちとレジェンドゲームガシャットによって強化したエグゼイドたちとの戦いが行われ、エグゼイドたちはレジェンドライダーたちを倒す。
そして、ゲンムによってガンバライジングガシャットを挿されたコラボスバグスターと戦い、ガンバライジングガシャットを手に入れたエグゼイドの前には響鬼が現れる。一方、ゲンムはDr.パックマンを追い詰めるが…

PART.III ファイナルレジェンド・ステージ
エグゼイドはDr.パックマンから貰った太鼓の達人ガシャットを使って、響鬼の音撃を防ぐ太鼓の達人の戦いに勝利する。しかし、それまで永夢たちに協力的だったDr.パックマンはエグゼイドたちからレジェンドゲームガシャットを強奪し、それをゲンムに渡してしまう。
今回の事件のDr.パックマンの正体はパラドだった。パラドは「面白そう」という理由で黎斗と共謀してガシャットのデータを収集していた。レジェンドゲームガシャットを失ったエグゼイドに対し、ゲンムはガンバライジングガシャットを使い、歴代平成ライダーを召喚しライダーキックを放つ。

### キャスト（ネットムービー）
- 檀黎斗 / 仮面ライダーゲンム（声） - 岩永徹也
- 宝生永夢 / 仮面ライダーエグゼイド - 飯島寛騎
- 仮野明日那 / ポッピーピポパポ - 松田るか
- 鏡飛彩 / 仮面ライダーブレイブ - 瀬戸利樹
- 花家大我 / 仮面ライダースナイプ - 松本享恭
- パラド - 甲斐翔真

#### 声の出演（ネットムービー）
- ライダーガシャット音声 - 影山ヒロノブ[注釈 1]

#### スーツアクター（ネットムービー）
- 仮面ライダーゲンム[50] - 縄田雄哉
- 仮面ライダーエグゼイド[33] - 高岩成二
- 渡辺淳
- 仮面ライダー響鬼[50] - 永徳
- Dr.パックマン[33] - 岡田和也
- 榮男樹

### スタッフ（ネットムービー）
- 監督 - 鈴村展弘
- 脚本 - 高野水登
- 脚本監修 - 高橋悠也
- アクション監督 - 宮崎剛（ジャパンアクションエンタープライズ）

### アイテム（ネットムービー）
レジェンドライダーガシャット
檀黎斗が所持していた仮面ライダーの力を模したライダーガシャット。仮面ライダーの力を模しているため、通常のライダーガシャットと異なりゲームジャンルは不明。
これを使用して変身すると、そのライダーに似た姿となり、ライダーゲージの代わりにそのライダーの胸部が描かれている。なお、変身の際に流れる音楽にはそのライダーの変身音声の一部が流れる。
ウィザードからゴーストまでの4つは前日譚の映画の中で黎斗が戦闘のデータを解析し、作り上げている。
| 名称（カッコ内は英字表記）                              | カラー    | 仮面ライダー | 使用者                            | 備考                                                              |
| ------------------------------------------------------- | --------- | ------------ | --------------------------------- | ----------------------------------------------------------------- |
| 冒険野郎クウガ （ADVENTURE GUY KUUGA）                  | 赤/黄色   | クウガ       | 不明                              | プレミアムバンダイ限定品                                          |
| 太陽のアギト （AGITO OF THE SUN）                       | 黒/黄色   | アギト       | 不明                              | プレミアムバンダイ限定品                                          |
| ミラーラビリンス龍騎 （MIRROR LABYRINTH RYUKI）         | 灰/赤     | 龍騎         | 不明                              | プレミアムバンダイ限定品                                          |
| モシモシファイズ (MOSHI MOSHI FAIZ)                     | 灰/黄色   | ファイズ     | 不明                              | プレミアムバンダイ限定品                                          |
| キングオブポーカーブレイド (KING OF POKER BLADE)        | 青/灰     | ブレイド     | 不明                              | プレミアムバンダイ限定品                                          |
| 太鼓マスター響鬼 (TAIKO MASTER HIBIKI)                  | 紫/赤     | 響鬼         | 不明                              | プレミアムバンダイ限定品                                          |
| 昆虫大戦争カブト (INSECT WARS KABUTO)                   | 赤/水色   | カブト       | 不明                              | プレミアムバンダイ限定品                                          |
| 時空特急電王 (TIME EXPRESS DEN-O)                       | 灰/黄色   | 電王         | 不明                              | プレミアムバンダイ限定品                                          |
| ドキドキ魔界城キバ (DOKI DOKI MAKAI CASTLE KIVA)        | 黄色/赤   | キバ         | 不明                              | プレミアムバンダイ限定品                                          |
| バーコードウォーリアディケイド (BARCODE WARRIOR DECADE) | ピンク/黒 | ディケイド   | 不明                              | プレミアムバンダイ限定品                                          |
| 名探偵ダブル (DETECTIVE DOUBLE)                         | 緑/黒     | W            | 不明                              |                                                                   |
| ジャングルオーズ (JUNGLE OOO)                           | 緑/黄色   | オーズ       | 不明                              |                                                                   |
| スペースギャラクシーフォーゼ (SPACE GALAXY FOURZE)      | 白/黒     | フォーゼ     | 不明                              |                                                                   |
| マジックザウィザード (MAGIC THE WIZARD)                 | 黒/赤     | ウィザード   | ゲンム（黎斗）                    | 詳しくは後述。                                                    |
| 刀剣伝ガイム (TOUKENDEN GAIM)                           | 青/橙色   | 鎧武         | エグゼイド（永夢） ゲンム（黎斗） | 詳しくは後述。                                                    |
| フルスロットルドライブ (FULL THROTTLE DRIVE)            | 赤        | ドライブ     | エグゼイド（永夢） ゲンム（黎斗） | 詳しくは後述。                                                    |
| カイガンゴースト (KAIGAN GHOST)                         | 黒        | ゴースト     | エグゼイド（永夢） ゲンム（黎斗） | ゲーム作品限定版に同梱[注釈 7]。 冬の劇場版に登場。詳しくは後述。 |
マジックザウィザード（MAGIC THE WIZARD）
ウィザードゲーマーに変身する際に使用されるレジェンドライダーガシャット。Dr.パックマンとの戦いで得たウィザードの戦闘データを分析した後、ガンバライジングからデータを収集して完成させた。
ゲンムが使用していたが、強奪した他の3つのガシャットとともにガンバライジングガシャットの生成に利用される。
刀剣伝ガイム（TOUKENDEN GAIM）
鎧武ゲーマーに変身する際に使用されるレジェンドライダーガシャット。Dr.パックマンとの戦いで得た鎧武の戦闘データを分析した後、ガンバライジングからデータを収集して完成させた。
エグゼイドが黎斗から貸与され使用していたが、ゲンムに強奪されガンバライジングガシャットの生成に利用される。
フルスロットルドライブ（FULL THROTTLE DRIVE）
ドライブゲーマーに変身する際に使用されるレジェンドライダーガシャット。Dr.パックマンとの戦いで得たドライブの戦闘データを分析した後、ガンバライジングからデータを収集して完成させた。
エグゼイドが黎斗から貸与され使用していたが、ゲンムに強奪されガンバライジングガシャットの生成に利用される。

レジェンドゲームガシャット
実在するゲームを模したライダーガシャット。以下のゲームジャンルは実在する作品のゲームジャンル。
これを使用して変身すると、そのゲームのキャラクターに似た姿になる。なお、変身の際に流れる音楽にはそのゲームのBGMが流れる。
| 名称（カッコ内は英字表記）           | カラー | ゲームジャンル                    | 使用者                            | 備考                                        |
| ------------------------------------ | ------ | --------------------------------- | --------------------------------- | ------------------------------------------- |
| ガンバライジング[注釈 8]             | 水色   | カードゲーム （データカードダス） | ゲンム（黎斗） エグゼイド（永夢） | 詳しくは後述。                              |
| パックアドベンチャー (PAC ADVENTURE) | 黄色   | アクション                        | エグゼイド（永夢） Dr.パックマン  | 詳しくは後述。                              |
| ゼビウス (XEVIOUS)                   | 青     | シューティング                    | スナイプ（大我） Dr.パックマン    | 詳しくは後述。                              |
| ファミリースタジアム (FAMISTA)       | 赤     | スポーツ（野球）                  | ブレイブ（飛彩） Dr.パックマン    | 詳しくは後述。                              |
| 太鼓の達人                           | 黄色   | リズムゲーム                      | Dr.パックマン                     | オリジナルDVDに同梱[注釈 9]。詳しくは後述。 |
ガンバライジングガシャット
ゲンムが自身とエグゼイドが使用した4つのレジェンドライダーガシャット（作中ではウィザード、鎧武、ドライブ、ゴーストの4つ）のデータを起動させ、別の未完成ガシャットにそのデータを収集することで完成させた。
コラボスバグスターに挿すことでそこから『仮面ライダーバトル ガンバライジング』のイメージ画面が現れ、その中からレジェンドライダーたちを実体化・召喚させる。
パックアドベンチャーガシャット
Dr.パックマンが所有していたガシャット。パックマンのデータが内蔵されている。
ファミスタガシャット
Dr.パックマンが所有していたガシャット。ファミリースタジアムのデータが内蔵されている。
ゼビウスガシャット
Dr.パックマンが所有していたガシャット。ゼビウスのデータが内蔵されている。
太鼓の達人ガシャット
Dr.パックマンが所有するガシャット。太鼓の達人のデータが内蔵されている。作中で響鬼との対戦で使用されたのは、楽曲が『エグゼイド』の主題歌でもある「EXCITE」で、難易度は「おに」となっている。

### 本作品オリジナルの仮面ライダー（ネットムービー）

#### レジェンドライダーガシャットの派生形態
PART.Iのみ登場。いずれもエグゼイドとゲンムが使用。エグゼイドの使用時では、アクションギアスーツの色は黒地に銀色のラインに変更されている。ゴーストゲーマーは上記を参照。

##### 仮面ライダーエグゼイド ドライブゲーマー レベル2
ゲーマドライバーにフルスロットルドライブガシャットを装填してドライバーのレバーを引いて変身する特殊形態。変身の際にはエネルギー体のトライドロンが射出され、敵に突撃し、エナジーアイテムが直接拡散される。
変身音声は「トライ！トライ！トライ！トライドロンで爆走！ひとっ走り付き合えよ！フルスロットルドライブ！」。
仮面ライダードライブの基本形態、タイプスピードをイメージした姿になる。戦闘開始の際にはドライブ同様のポーズをとる。専用武器としてハンドル剣を装備し、ドライブのようにスピーディな戦い方を得意とする。
- 撮影用スーツのベーススーツとグローブはテレビシリーズの仮面ライダークロノスに改造された[51]。

必殺技
フルスロットルクリティカルストライク（レベル2 / フルスロットルドライブガシャット）
ガシャットホルダーの最上部のキメワザスロットにフルスロットルドライブガシャットを装填することで発動する。ドライブ タイプスピードの必殺技「スピードロップ」を繰り出す。

##### 仮面ライダーエグゼイド 鎧武ゲーマー レベル2
ゲーマドライバーに刀剣伝ガイムガシャットを装填してドライバーのレバーを引いて変身する特殊形態。変身の際には葛葉紘汰と同様の変身ポーズをとる。変身の際には鎧武同様、クラックからオレンジ型の鎧が出現し、それがエグゼイドの頭部に被さって変形するほか、エナジーアイテムが直接拡散される。
変身音声は「刀剣伝デンデンデンデデデン！フルーツチャンバラ！」。
仮面ライダー鎧武の基本形態、オレンジアームズに似たアーマーを装着した姿になる。大橙丸やガシャコンブレイカーブレードモードを装備して接近戦を仕掛ける。
- 撮影用スーツの首周りと腕輪はテレビシリーズの仮面ライダークロノスに改造された[51]。

必殺技
刀剣伝クリティカルフィニッシュ（レベル2 / 刀剣伝ガイムガシャット）
ガシャコンブレイカーブレードモードに刀剣伝ガイムガシャットを装填することで発動する。エネルギー刃を飛ばしてオレンジ型のオーラの中に閉じ込めて敵を拘束した後、連続で炎の斬撃を飛ばして敵を斬り裂く。

##### 仮面ライダーゲンム ウィザードゲーマー
レベル
ウィザードゲーマー レベル1
ゲーマドライバーにマジックザウィザードガシャットを装填して変身する第1形態。
変身音声は「ガシャット！レッツライド！メッチャライド！ムッチャライド！ワッチャライド!? アイム ア レジェンドライダー！」。
マスクはウィザードの基本形態、フレイムスタイルをイメージしたものとなっており、そこからゲンムと同様の髪が生えている。それ以外はアクションゲーマー レベル1と同じ姿をしている。
ウィザードゲーマー レベル2
レベル1の状態から操真晴人が変身するときと同様、左手を上に掲げた後、「グレード2」の掛け声とともにドライバーのレバーを引いて変身する第2形態。
変身音声は「シャ・シャ・シャバドゥビタッチで変身！プリーズ！マジックザウィザード！」。
仮面ライダーウィザードの基本形態、フレイムスタイルをイメージしているが、スーツはアクションゲーマー レベル2のままになっている。華麗な足技で接近戦を仕掛ける。
- 撮影用スーツの胸部プロテクターとコートはテレビシリーズの仮面ライダークロノスに改造された。

必殺技
マジックザクリティカルストライク（レベル2 / マジックザウィザードガシャット）
ガシャットホルダーの最上部のキメワザスロットにマジックザウィザードガシャットを装填することで発動する。ウィザード フレイムスタイルの必殺技「ストライクウィザード」を繰り出す。

#### レジェンドゲームガシャットの派生形態
PART.IIのみ登場。エグゼイド、ブレイブ、スナイプの3人が使用。いずれの形態もレベル3に酷似しているが、ゲーマは出現せず、レベル2と同様ガシャットの絵柄を潜りぬけることで変身する。

##### 仮面ライダーエグゼイド パックアクションゲーマー
エグゼイドがレベル2の状態からゲーマドライバーのレバーを閉じ、パックアドベンチャーガシャットを左のスロットに装填し、「大変身！」の掛け声と共にレバーを引いて変身する特殊形態。
変身音声は「パクパクパックンアドベンチャー！パクッ！パクッ！パックマン！」。
アーマーの色が金色とオレンジであることと両腕の巨大アームを除けば、その姿はロボットアクションゲーマー レベル3に酷似している。敵から逃げつつパワークッキーをゲットすることによって形勢を逆転することができる。
必殺技
パッククリティカルストライク
ガシャットホルダーの最上部のキメワザスロットにパックアドベンチャーガシャットを装填することで発動する。宙高く跳んだ後、パックマンを模したエネルギーを纏い、相手に噛みつく。

##### 仮面ライダーブレイブ ファミスタクエストゲーマー
ブレイブがレベル2の状態からゲーマドライバーのレバーを閉じ、ファミスタガシャットを左のスロットに装填してレバーを引いて変身する特殊形態。
変身音声は「かっ飛ばせ！ストライク！ヒットエンドラン&ホームラン！かっ飛ばせ！ファミスタ！決めろ完全勝利！」。
その姿はビートクエストゲーマー レベル3に似ているが、スピーカーの部分が野球のボールを模しており、赤と白を基調とした野球のユニフォームを模した姿となっており、左手が野球のグローブになっている。
投手となり野球場のゲームエリアにて野球形式の投薬治療を行う。この時打者のオーズ以外はバグスターウイルスとなっており、画面もファミスタを彷彿させるものとなっている。変化球やスピードボールを投げて敵を三振に追い込む。
必殺技
ファミスタクリティカルストライク
ガシャットホルダーの最上部のキメワザスロットにファミスタガシャットを装填することで発動する。右足を大きく上げ空中でロンダートをした後、炎を纏った魔球を投げ敵を爆発させる。

##### 仮面ライダースナイプ ゼビウスシューティングゲーマー
スナイプがレベル2の状態からゲーマドライバーのレバーを閉じ、ゼビウスガシャットを左のスロットに装填してレバーを引いて変身する特殊形態。
変身音声は「ガンガン撃墜だ！ガスト・ノッチ！ガスト・ノッチ！バンバンハイスコア！ゼ・ビ・ウ・ス！'」。
その姿はコンバットシューティングゲーマー レベル3に似ており、ガトリングガンなどを用いた空中戦を得意とする。戦闘する際、画面の左上にはスコアが表示される。
必殺技
ゼビウスクリティカルストライク
ガシャットホルダーの最上部のキメワザスロットにゼビウスガシャットを装填することで発動する。二挺のガトリングガンや胸部からエネルギー弾を乱射する。

## 他媒体展開
『仮面ライダービルド』
第2話で石動美空がやっていたケータイのアプリにハテサテパズルが映っている。
『仮面ライダーエグゼイド トリロジー アナザー・エンディング』
『仮面ライダーエグゼイド』のVシネマ作品。財前美智彦の娘である八乙女紗衣子が登場。『仮面ライダーパラドクスwith仮面ライダーポッピー』に本作品の映像も一部使用されている。
『仮面ライダー平成ジェネレーションズ FINAL ビルド&エグゼイドwithレジェンドライダー』（2017年12月9日公開）
『仮面ライダービルド』と『仮面ライダーエグゼイド』をメインとしたクロスオーバー作品。エグゼイドとゴーストの共演を踏まえた会話が存在する。